# Calbuco
Calbuco [bolˈkaŋ kalˈβuko]IPA je stratovulkán v jižním Chile. Calbuco leží jihovýchodně od jezera Llanquihue, severozápadně od jezera Chapo a jižně od sopky Osorno v regionu Los Lagos. Stratovulkán je obklopen chráněným územím reserva nacional Llanquihue. Jedná se o velmi explozivní andezitovou sopku, jejíž lávy obvykle obsahují 55 až 60 % oxidu křemičitého (SiO2). V pozdním pleistocénu prošla zhroucením, sesuv dosáhl až k jezeru.
Poslední erupce začala 22. dubna 2015, prvně od roku 1972.

## Erupce
Calbuco od roku 1837 prošlo přinejmenším 10 erupcemi. Jedna z největších erupcí v jižním Chile byla v letech 1893–1894. Silná erupce vymrštila 30centimetrové pumy na vzdálenost 8 km od kráteru, erupci doprovázely velmi objemné horké lahary.
Silné exploze se vyskytly v dubnu 1917, v kráteru se vytvořil sopečný dóm, exploze byly doprovázeny horkými lahary.
Další kratší explozivní erupce proběhla v lednu 1929, objevil se pyroklastický a lávový proud.
Velká erupce Calbuca přišla v roce 1961, sopka vychrlila 12–15 km vysoký sloup popela, oblak popela zasáhl především jihovýchod, vytvořily se dva lávové proudy.
Silný fumarolový výron z hlavního kráteru byl pozorován 12. srpna 1996.
Dne 26. srpna 1972 proběhla menší 4hodinová erupce.
Sopka Calbuco vybuchla 22. dubna 2015, prvně po čtyřech dekádách. Erupce trvala 90 minut a sopka vyslala oblak sopečného popela do výšky 10 km. Ve stejný den byl ve směru k jezeru Chapo zaznamenán lávový proud. Erupce znamenala omezení letecké dopravy a evakuaci 4000 lidí z okruhu 20 km od sopky.

## Galerie

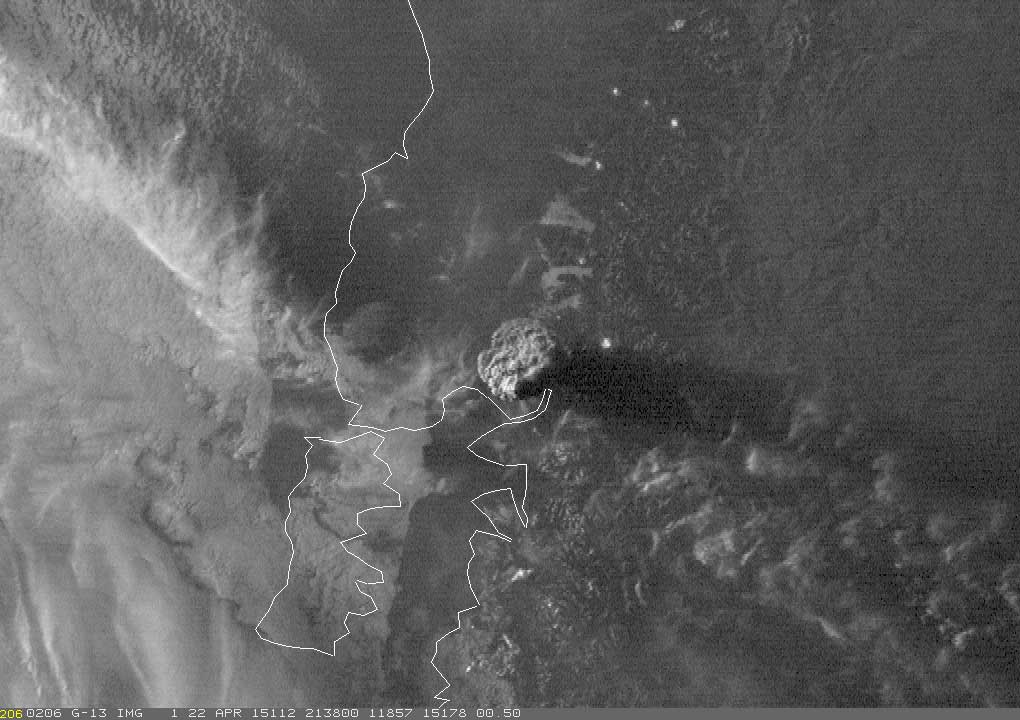
Družicový snímek vlečky popela během erupce 2015.
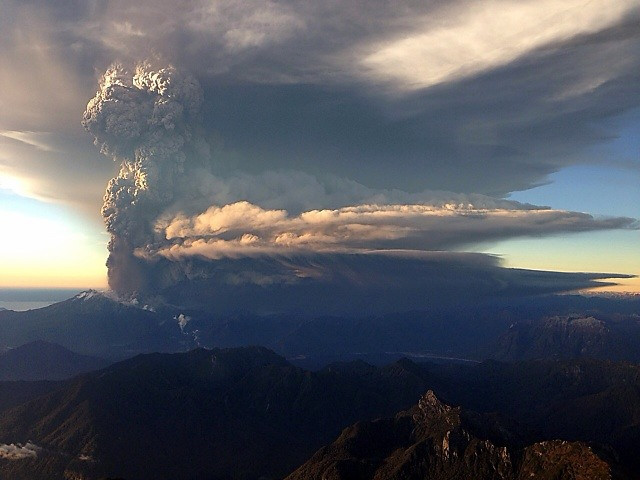
Erupce 22. dubna 2015